# مصابيح الرسالة
مصابيح الرسالة هو برنامج تلفزيوني حواري على قناة الرسالة يذيعه إسماعيل العمري. يقوم العمري بالتحاور مع أحد مقدّمي برامج قناة الرسالة لمدّة حلقة أو حلقتين متتاليتين.

## ضيوف الحلقات
- الحلقة 1: سلمان العودة
- الحلقة 2: سلمان العودة
- الحلقة 3: محمد العريفي
- الحلقة 4: سعد البريك
- الحلقة 5: سعد البريك
- الحلقة 6: سعد الغامدي
- الحلقة 7: غازي الشمري
- الحلقة 8: ناصر القطامي
- الحلقة 9: طارق السويدان
- الحلقة 10: طارق السويدان
- الحلقة 11: عائض القرني
- الحلقة 12:
- الحلقة 13: سليمان الجبيلان
- الحلقة 14: غازي الشمري

.
- الحلقة 18: عبد الوهاب الطريري

.
- الحلقة 24: محسن العواجي
- الحلقة 25: عادل
- الحلقة 26: عبد الرحمن العشماوي (شاعر)
- الحلقة 27: عبد الرحمن العشماوي (شاعر)
- الحلقة 28: محسن العواجي

## مواعيد البث
يبث يوميا طيلة رمضان 1432ه/2011م في 11:00 مساء بتوقيت مكة المكرمة. ويعاد في 11:00 صباحا بتوقيت مكة المكرمة.